# Bulbophyllum maculatum
Bulbophyllum maculatum là một loài phong lan thuộc chi Bulbophyllum.